# Ángeles Huerta del Río
María de los Ángeles Huerta del Río es una política y periodista mexicana, que como miembro del partido Movimiento Regeneración Nacional (Morena), fue diputada federal para el periodo 2018 a 2021.

## Reseña biográfica
Ángeles Huerta es licenciada en Periodismo y Comunicación Colectiva por la Universidad Nacional Autónoma de México (UNAM) y tiene una maestría en Políticas Públicas por el por la Queen Mary University of London; asimismo, tiene estudios truncos de doctorado en Comunicación Política por el Goldsmiths, University of London y la UNAM. Cuenta con otros estudios y diplomados en diferentes ramos.
Inició su carrera profesional en 1986 como reportera en la empresa Televisa, de donde pasó a ser subgerente de la estación XEB-AM del Instituto Mexicano de la Radio (IMER) del último año a 1989, y de este a 1990 fue productora y conductora del Sistema de Televisión Mexiquense. Posteriormente se dedicó al ejercicio de la docencia y ha sido articulista de medios como El Financiero, La Jornada y Novedades.
Su primer cargo político lo ocupó en 2014, como asesora en comunicación de Morena. En 2018 fue postulada candidata a diputada federal por el Distrito 24 del estado de México por la coalición Juntos Haremos Historia. Fue elegida a la LXIV Legislatura, integrándose en el grupo parlamentario de Morena. En la Cámara de Diputados es integrante de las comisiones de Ciencia, Tecnología e Innovación; de Cultura y Cinematografía; y de Radio y Televisión.
Tras el accidente en la línea 12 del Metro de Ciudad de México, el 11 de mayo de 2021 presentó en la Comisión Permanente del Centro una solicitud de desafuero contra el senador Miguel Ángel Mancera —anterior jefe de Gobierno de la Ciudad de México—, por considerarlo presunto responsable de negligencia criminal en dicho accidente.